# Kolumbarium

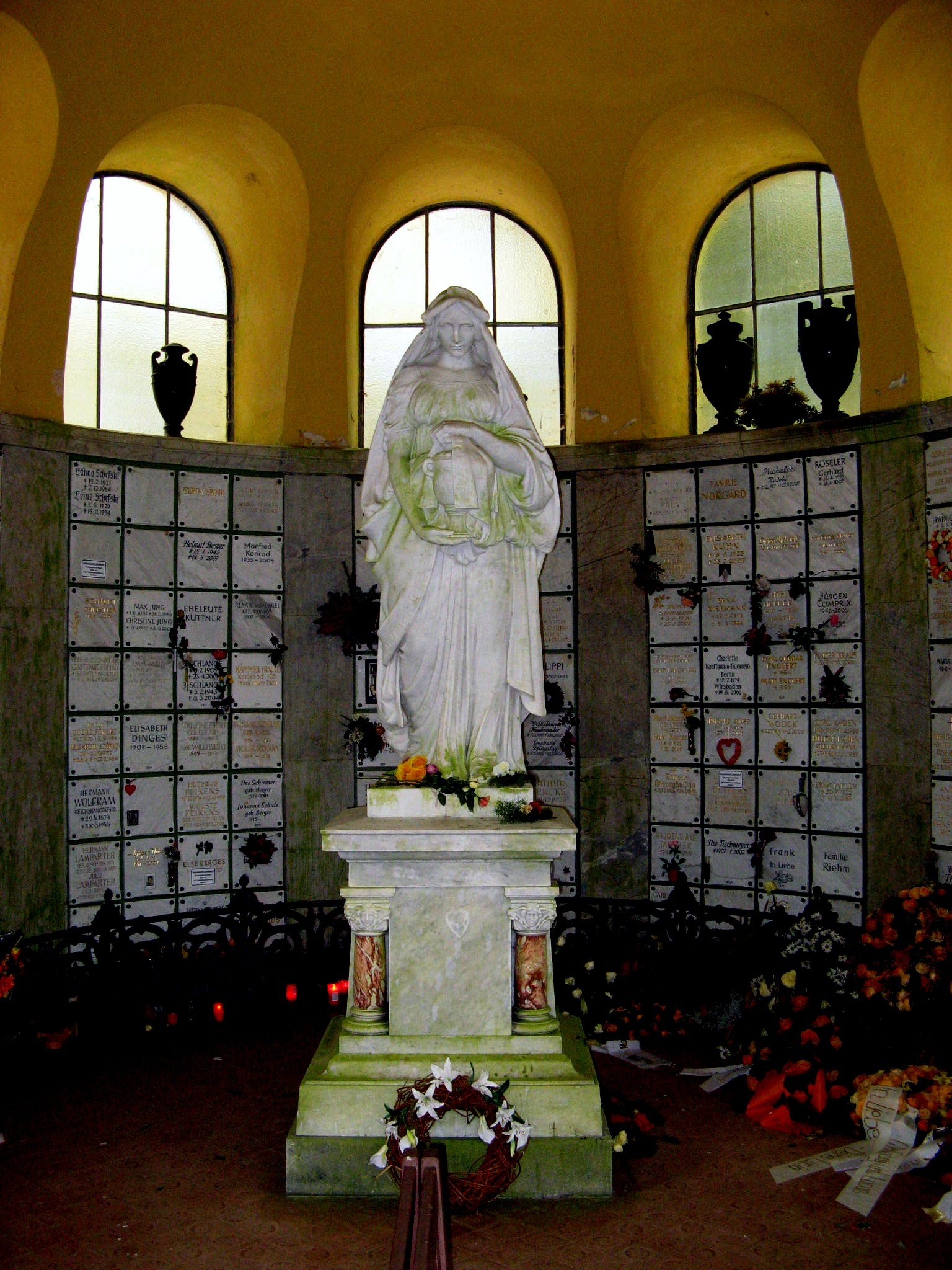
Kolumbarium auf dem Nordfriedhof Wiesbaden, Innenansicht

Kolumbarium (auch Columbarium; von lateinisch columbarium ‚Taubenfach, Taubenhaus, Taubenschlag‘ zu columba ‚Taube‘) war ursprünglich die Bezeichnung für einen Taubenschlag. Wegen der optischen Ähnlichkeit wurden dann auch altrömische Grabkammern mit reihenweise übereinander angebrachten Nischen zur Aufnahme von Urnen nach Feuerbestattungen so benannt. Heute bezeichnet man als Kolumbarium ein meist oberirdisches Bauwerk, das der Aufbewahrung von Urnen oder Särgen dient und oft einem Friedhof oder Krematorium angegliedert ist. Vor allem in südlichen Ländern sind Kolumbarien ein weitverbreiteter Bestandteil der Begräbniskultur, hier werden Kolumbarien häufig im Freien in Form langer, teilweise überdachter Mauern errichtet, oft an den Außenmauern der Friedhöfe.

## Geschichte

### Antike

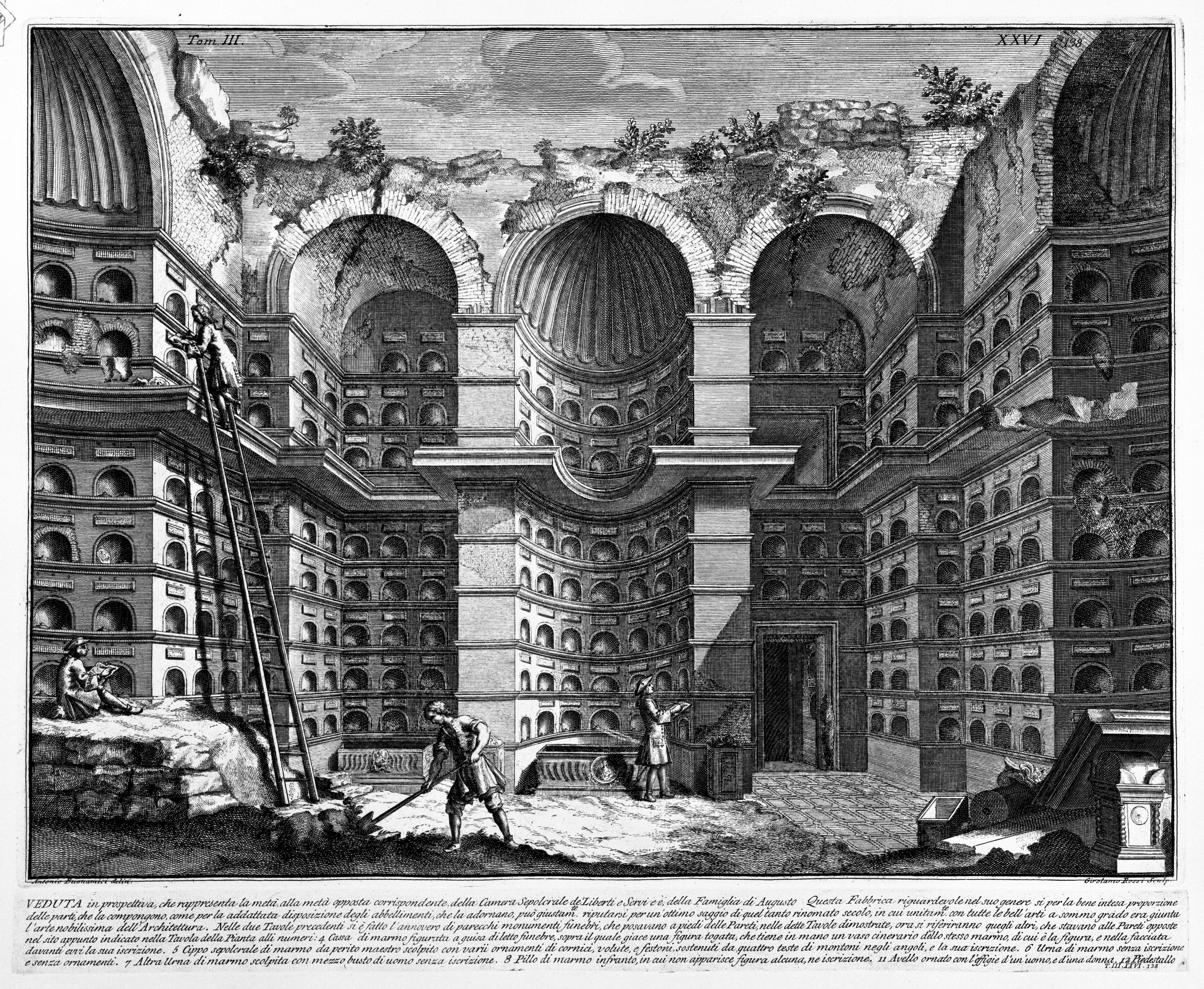
Das Columbarium der Livia in Rom, Stich von Piranesi, 1756

Die bisher entdeckten antiken Columbarien (über 100 sind bekannt) finden sich in Rom und dessen nächster Umgebung, sowie den anderen großen Städten des römischen Imperiums, und stammen fast sämtlich aus dem 1. Jahrhundert n. Chr. In der Regel wurden solche Columbarien von vermögenden Leuten angelegt, die für ihre zahlreichen Sklaven und Freigelassenen auch nach deren Tod sorgen mussten. Dementsprechend waren diese Columbarien schlicht zum Zweck einer möglichst kostengünstigen Bestattung errichtet worden. Die Bauweise war halb oder ganz unterirdisch. Als Urnen dienten tönerne Aschentöpfe (Ollae), die in die etwa einen halben Meter breiten Nischen eingelassen waren. Über den Nischen angebrachte Marmortäfelchen gaben die Namen der Beigesetzten an.
Für freie Bürger, die zum Erwerb eines eigenen Grabes nicht die Mittel hatten, legten Spekulanten in Rom Columbarien an, in denen man einen Platz erwerben konnte. Eine andere Variante waren Sterbekassen-Gesellschaften, die den Beteiligten gegen einmalige Kapitalzahlung und laufende Beiträge das Anrecht auf ein anständiges Begräbnis und eine Grabnische sicherten. Letztendlich wurden Columbarien auch von religiösen oder gewerblichen Vereinen für ihre Mitglieder gestiftet. Erwähnt sei in diesem Zusammenhang, dass im Christentum die Feuerbestattung wegen der wörtlichen Auslegung des Auferstehungsgedankens seit der Zeit Karls des Großen abgelehnt und erst Mitte des 20. Jahrhunderts von der katholischen Kirche akzeptiert wurde.

### Nachantike
Neben der Urnenbestattung werden auch Särge mit Toten in gemauerten Kolumbarienzellen aufbewahrt. Diese Bauten errichtete man oft an den Außenmauern mancher Friedhöfe in Form so genannter Kolumbarienarkaden. Das Ziel dieser Bauwerke bestand häufig in einer effektiven Raumausnutzung, wie beispielsweise in Verona oder Brescia. In New Orleans wählte man diese Bauweise aus Hochwasserschutzgründen.

## Kolumbarien in Deutschland

### Geschichte
In Deutschland begann sich diese Beisetzungsart mit der Einführung der Feuerbestattung ab 1879 zu etablieren. Mit der Eröffnung des ersten Krematoriums im deutschsprachigen Raum im Dezember 1878 auf dem Hauptfriedhof Gotha wurden auch deutsche Kolumbarien errichtet. Ursprünglich gab es im Gothaer Krematorium nur eine etwa 50 m lange Säulenhalle, die im neoklassizistischen Stil erbaute Urnenkolonnade. Als diese nicht mehr ausreichte, wurde 1892 ein Kolumbarium angegliedert.
Das Kolumbarium auf dem Nordfriedhof in Wiesbaden wurde 1902 eröffnet; es ist im neoromanischen Stil ausgeführt, einige Details, wie die Schriftgestaltung, lassen jedoch den anbrechenden Jugendstil bereits erahnen. Es verfügt über 512 Nischen zur Aufnahme von Urnen. Es wurde vom Stadtbaumeister Felix Genzmer entworfen. Auf dem Stuttgarter Pragfriedhof ist das Kolumbarium Teil des im Jahr 1902 vom Stuttgarter Architekten Wilhelm Scholter im Jugendstil entworfenen, 1907 eingeweihten Krematoriums.
Ein unter Denkmalschutz stehendes Kolumbarium ist das auf dem Leipziger Südfriedhof. Es schließt sich rückseitig an den 1910 eröffneten und von Otto Wilhelm Scharenberg erbauten Trauerhallenkomplex an; sein Denkmalswert gilt als hoch und es ist Bestandteil des größten Friedhofsbauwerks in Deutschland. Die Wände sind mit Schmuckelementen und Zeichnungen versehen. In den Wandnischen finden mehr als 2800 Urnen Platz. Das Kolumbarium und die einsturzgefährdete Urnenkammer wurden seit 2008 saniert und während der Festwoche zum 125-jährigen Bestehen des Leipziger Südfriedhofes im Mai 2011 der Öffentlichkeit übergeben.
Im Jahr 1912 wurde auf dem Berliner Zentralfriedhof Friedrichsfelde für die Familien Vohsen und von den Steinen ein Kolumbarium errichtet. Das turmähnliche Gebäude wurde aus Natursteinen auf einem künstlichen Hügel errichtet und mit sparsamem Außenschmuck versehen: ein Dreiecksgiebel und ein umlaufender Fries mit Blüten und Tierköpfen zieren ihn. Der Innenraum wurde mit Elbsandstein verkleidet. Heute wird das Gebäude nicht mehr als Kolumbarium genutzt, es steht jedoch unter Denkmalschutz.

### Aktuelle Entwicklungen

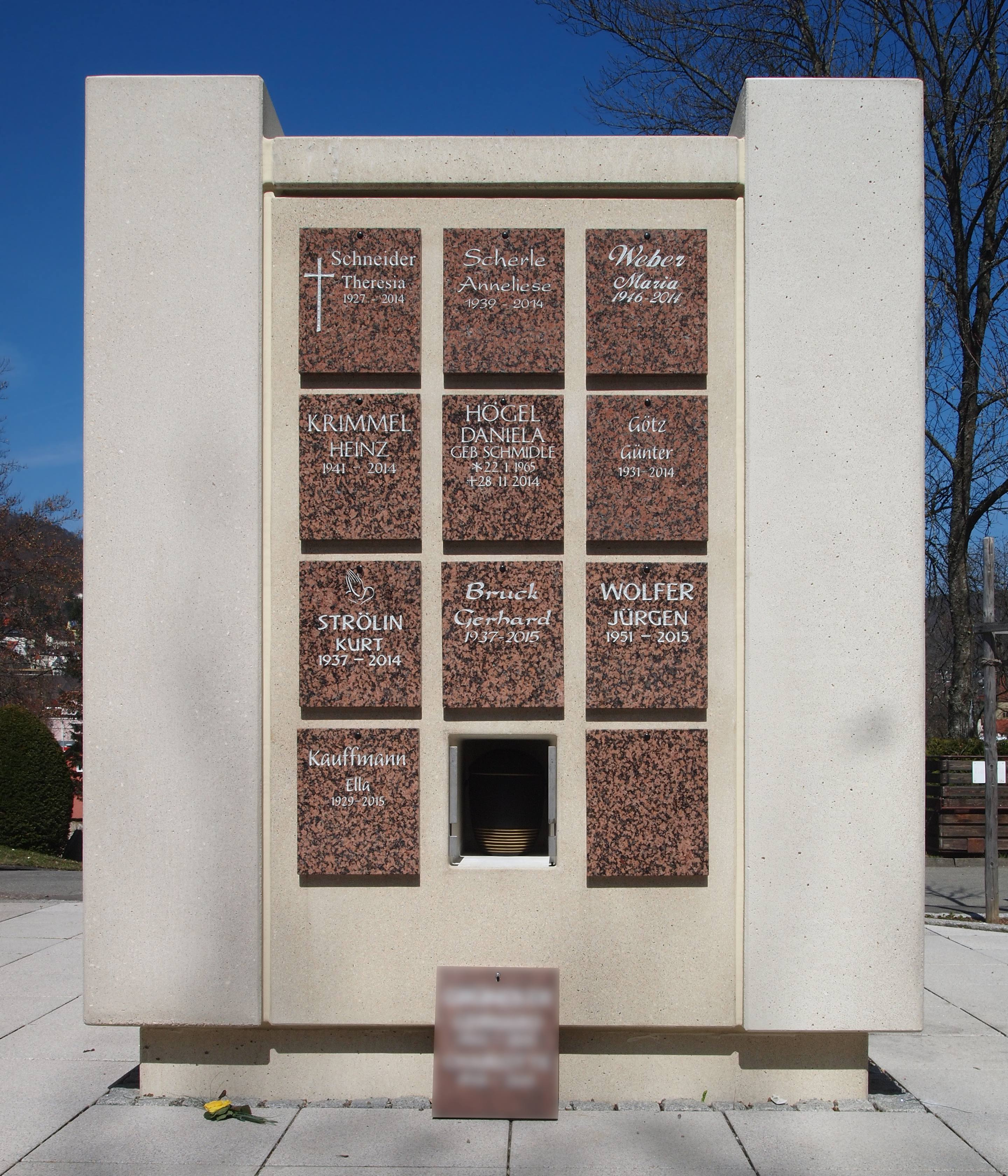
Kolumbarium in Ebingen mit offener Urnennische

Seit den 1990er Jahren werden wieder Kolumbarien errichtet, beispielsweise befindet sich eines auf dem alten Teil des Braunschweiger Stadtfriedhofs.
Das erste Kolumbarium in einer Kirche ist das im Jahr 2004 in der Krefelder Pfarrkirche Erscheinung Christi eröffnete. Zwei Jahre später entstand ein weiteres in der Aachener Grabeskirche St. Josef und im Bistum Münster das erste in der ehemaligen St.Konrad-Kirche in der Pfarrei St.Franziskus, Marl. Im Jahr 2006 eröffneten auch private Kolumbarien in Bestattunghäusern in Duisburg, Düsseldorf und Mülheim an der Ruhr. Diese wurden in Trägerschaft des Katholischen Bistums der Alt-Katholiken in Deutschland errichtet. Bei diesem Trägermodell wird das Kolumbarium vom jeweiligen Bestatter errichtet und betrieben. Seit dem Jahr 2007 gibt es ein Kolumbarium in der Allerheiligenkirche in Erfurt; 2008 wurde ein Kolumbarium in der evangelischen „Hoffnungskirche“ in Leverkusen eingeweiht.
Das Kolumbarium auf dem Neuen Friedhof in Rostock wurde im November 2008 seiner Bestimmung übergeben. Im Februar 2010 wurde das Kolumbarium Hl. Herz Jesu in Hannover seiner Bestimmung übergeben. Die Liebfrauenkirche in Dortmund wurde profaniert und bis zum November 2010 zur Grabeskirche Liebfrauen umgebaut. Im August 2012 wurde die zum Kolumbarium umgestaltete Krypta des katholischen Hamburger Mariendoms geweiht. In Mönchengladbach gibt es zur Urnenbeisetzung seit 2009 die Grabeskirchen St. Elisabeth und St. Matthias sowie ab Ende 2015 die Grabeskirche St. Josef in Rheydt. Auf dem Friedhof Ohlsdorf gibt es Kolumbarien in den Kapellen 8 und 11. Dort werden die Urnen in Wandnischen beigesetzt. Im Bistum Münster wurden weitere zwei ehemalige Pfarrkirchen als Kolumbarium eröffnet: Am 2. Oktober 2013 das Kolumbarium St. Michael in Rheine und am 13. Juni 2014 in Datteln das Kolumbarium St. Antonius. Im November 2013 wurde in der Nazarethkirche in Hannover das Südstadt-Kolumbarium eröffnet. Das 2013 eröffnete Ahlbach Kolumbarium ist Kölns erstes Kolumbarium mit dem Katholischen Bistum der Alt-Katholiken als Träger. Seit Januar 2014 ist die Grabeskirche St. Bartholomäus in Köln geöffnet. Als erste und bisher einzige Grabeskirche im Erzbistum Köln wurde sie am 24. Januar 2014 durch Weihbischof Manfred Melzer gesegnet und eröffnet. In Ramstein-Miesenbach startete 2021 der Bau eines Kolumbariums, das Platz für bis zu 1.500 Urnen bieten soll und am Standort der alten Pfarrkirche auf dem Schulhügel errichtet wird. 2021 ist in der Gelöbniskirche Maria Schutz in Kaiserslautern von Weihbischof Otto Georgens ein Kolumbarium für über 1600 Urnen eingeweiht worden. Am Totensonntag 2021 wurde das Kolumbarium in der Martin-Luther-Kirche im saarländischen Webenheim eingeweiht. Ostern 2021 wurde im Erzbistum Paderborn die katholische Kirche Heilig Kreuz nach etwa einjähriger Umbauzeit als Kolumbarium neu eröffnet – als Gemeindekirche, Urnenfriedhof und Trauerherberge unter einem Dach.

## Weitere Einrichtungen
- In Japan und im chinesischen Kulturraum sind Kolumbarien in Ballungsgebieten wegen Platzmangels und aus Kostengründen eine Alternative zu Friedhöfen.
- Kolumbarium des Pomponius Hylas in den Gärten der Scipionen, Rom, 1. Jahrhundert
- Erhalten ist ein von Livia, der Gemahlin Kaiser Augustus’ errichtetes Columbarium an der Via Appia in Rom, welches im Jahr 1726 entdeckt wurde.
- Das San Francisco Columbarium (USA) beherbergt auch eine Ausstellung außergewöhnlicher Urnen und Särge, wie die cookie jar (Keksdosen-)Urne.[24]
- In Salzburg, Stadtteil Mülln, befindet sich unter der Müllner Kirche ein altes „Mönchs-Columbarium“ mit 60 Grabnischen.[25]

Beispiele
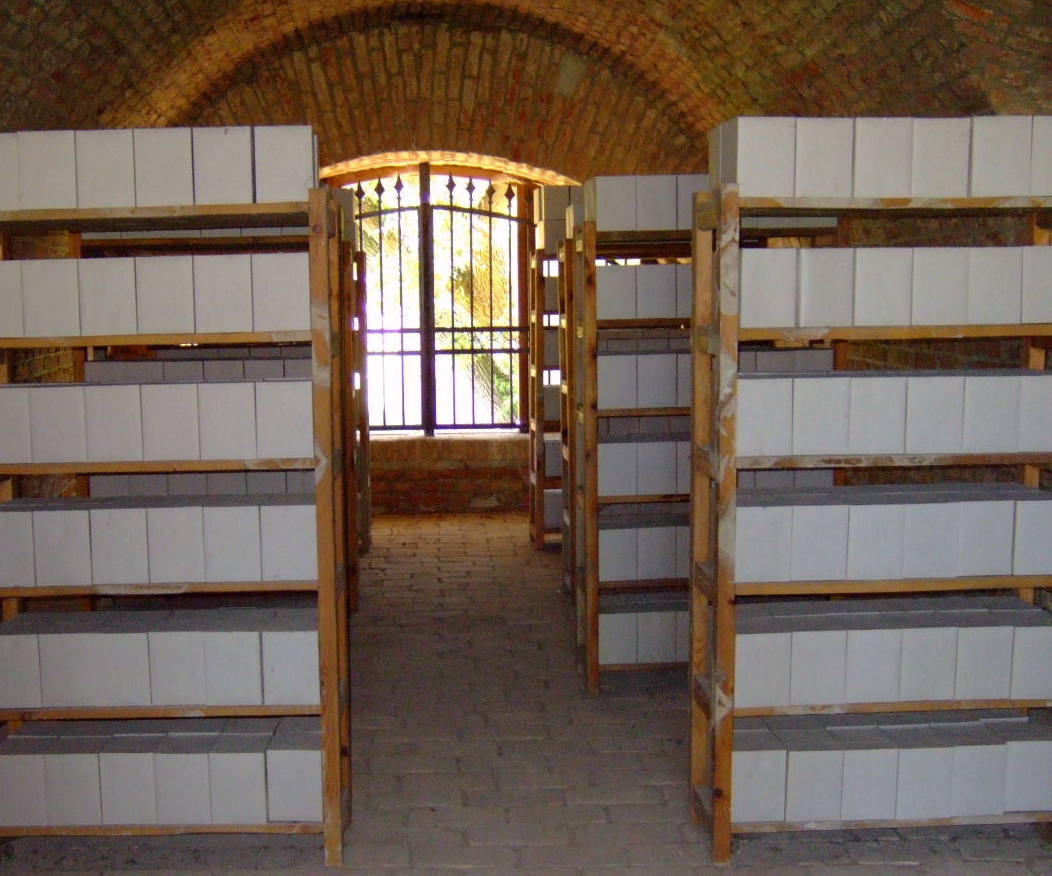
Kolumbarium in den Kasematten des Ghettos von Theresienstadt
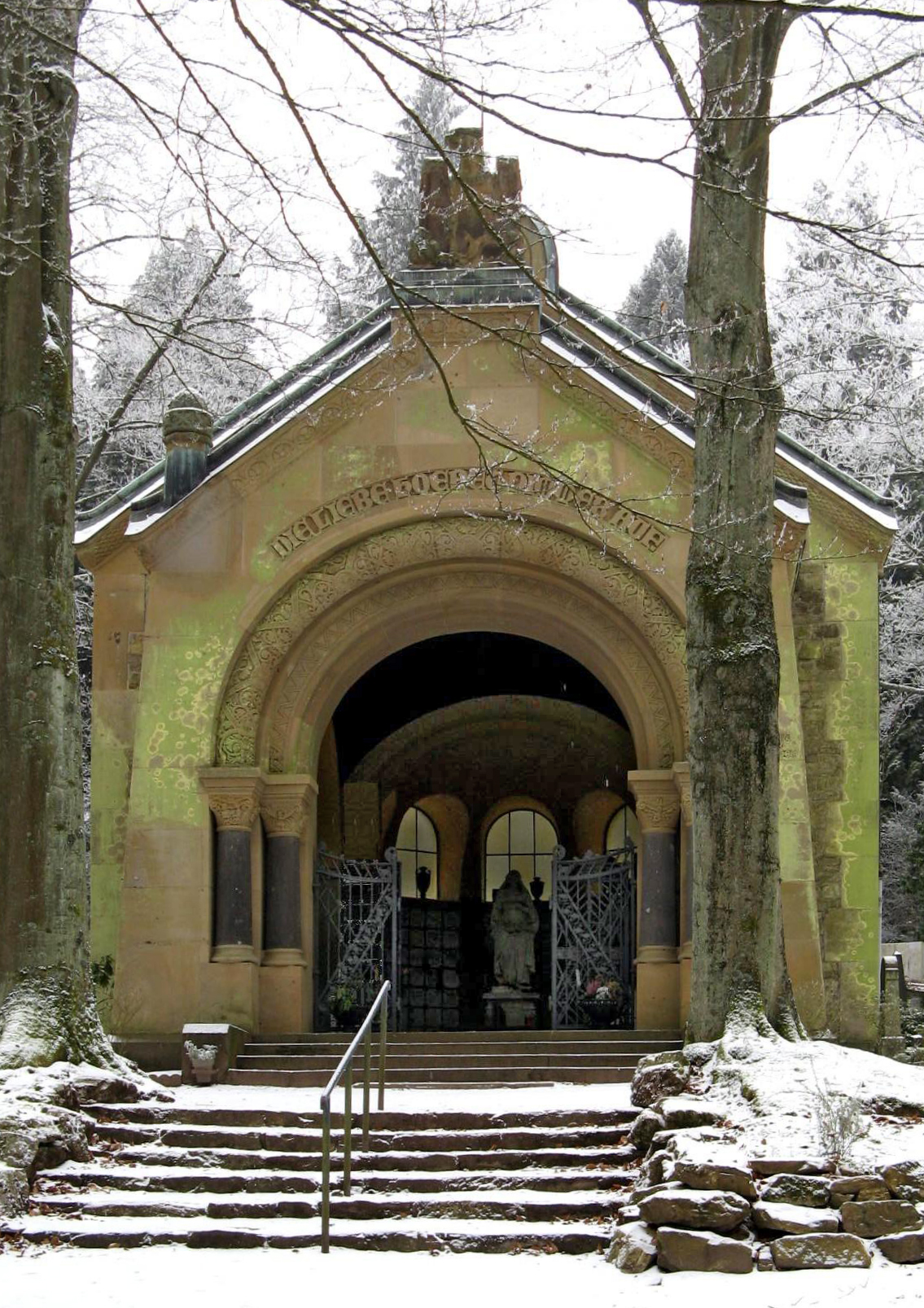
Kolumbarium auf dem Nordfriedhof Wiesbaden
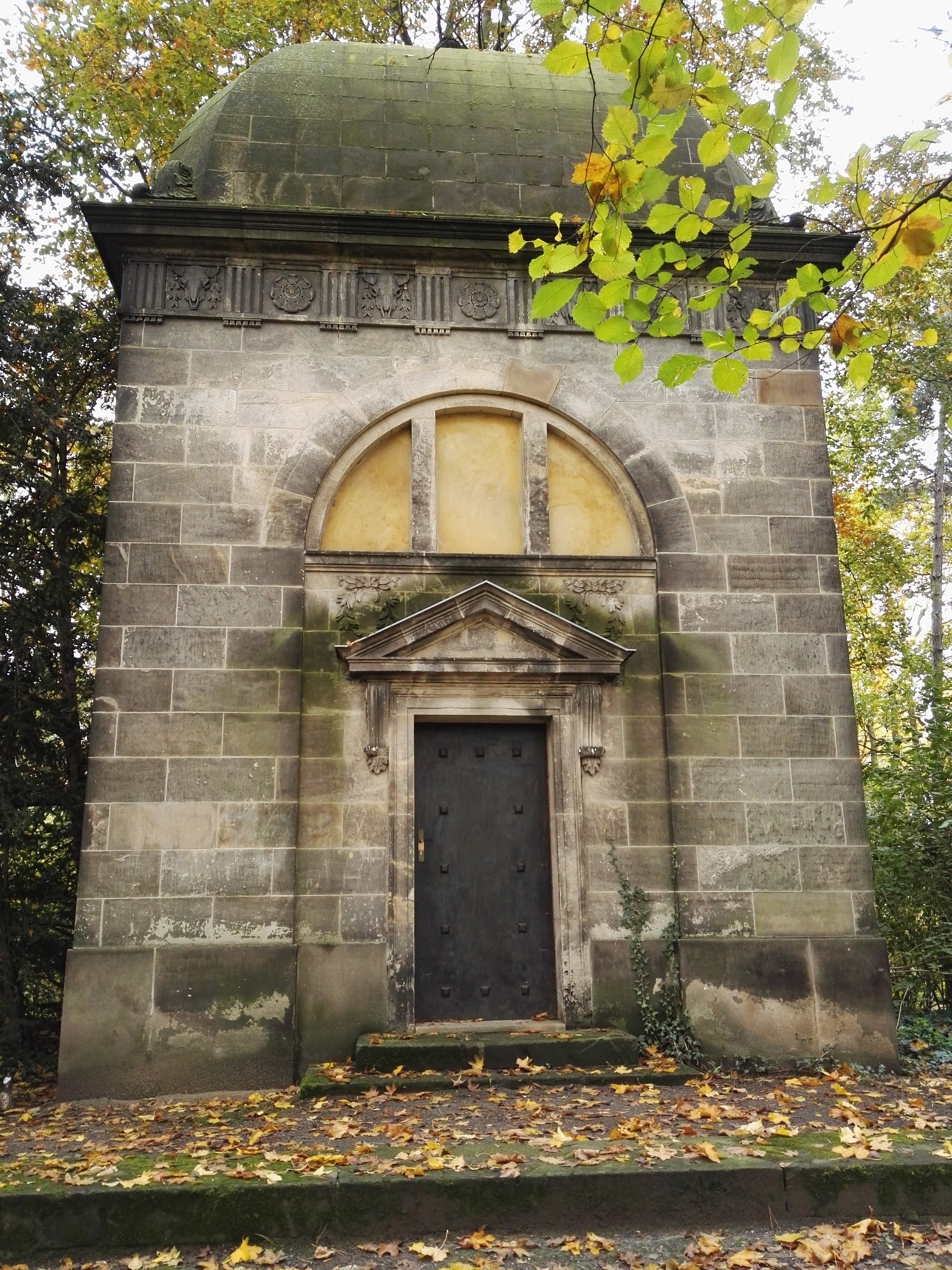
Ehemaliges Kolumbarium auf dem Zentralfriedhof Friedrichsfelde
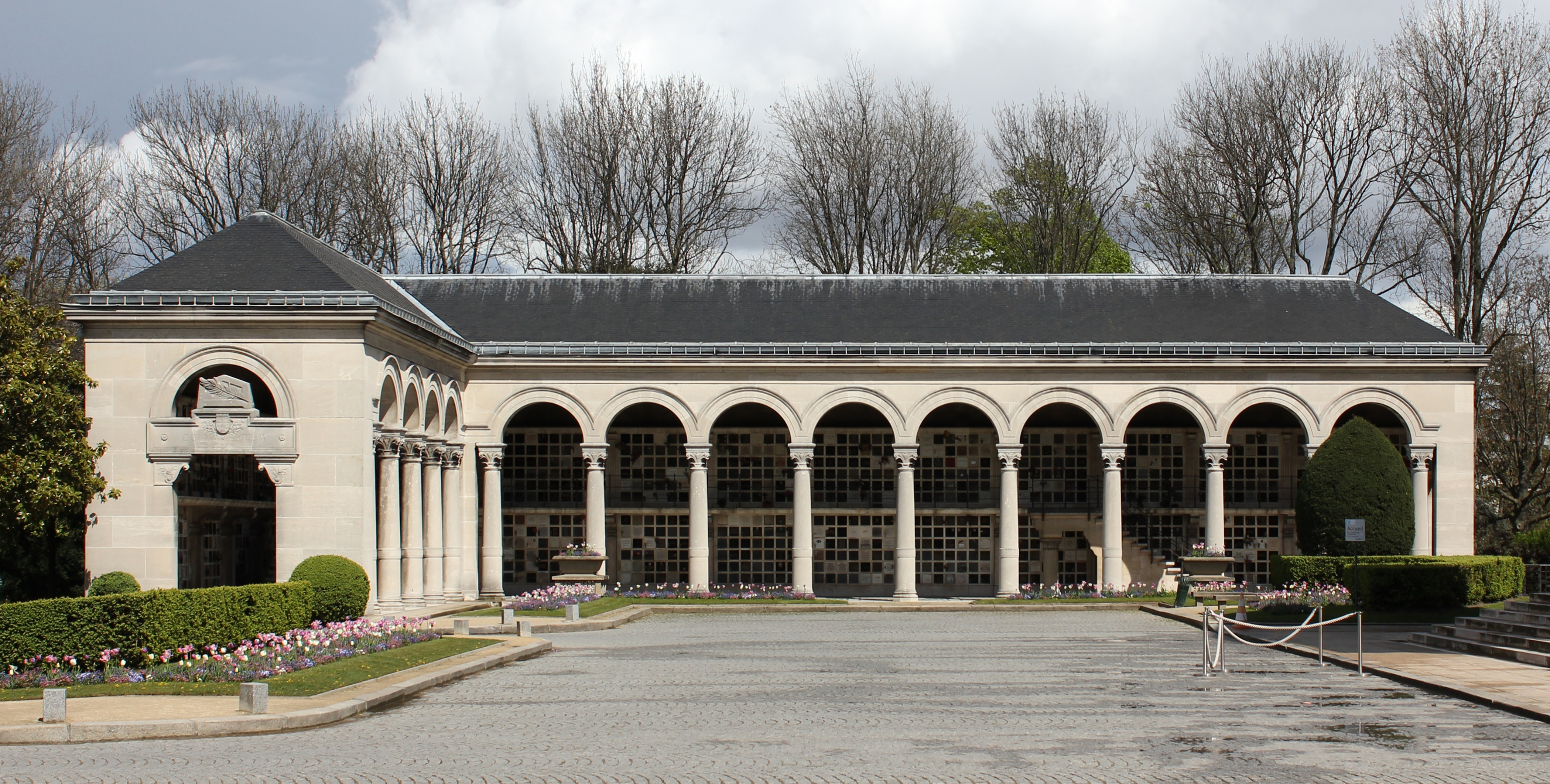
Kolumbarium auf dem Pariser Friedhof Père-Lachaise
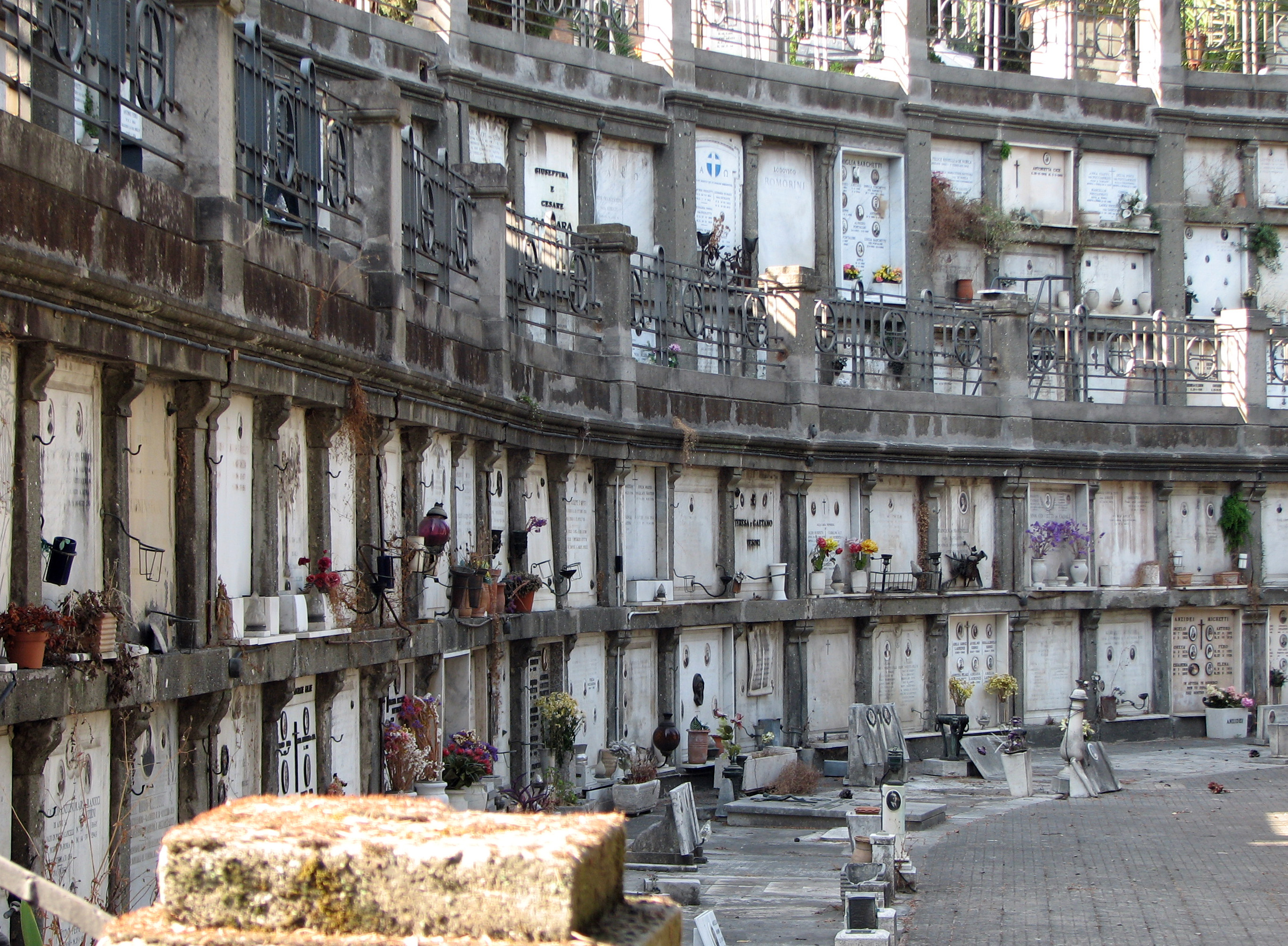
Campo Verano, Rom
Buddhistisches (links) und christliches (rechts) Kolumbarium in Taipeh
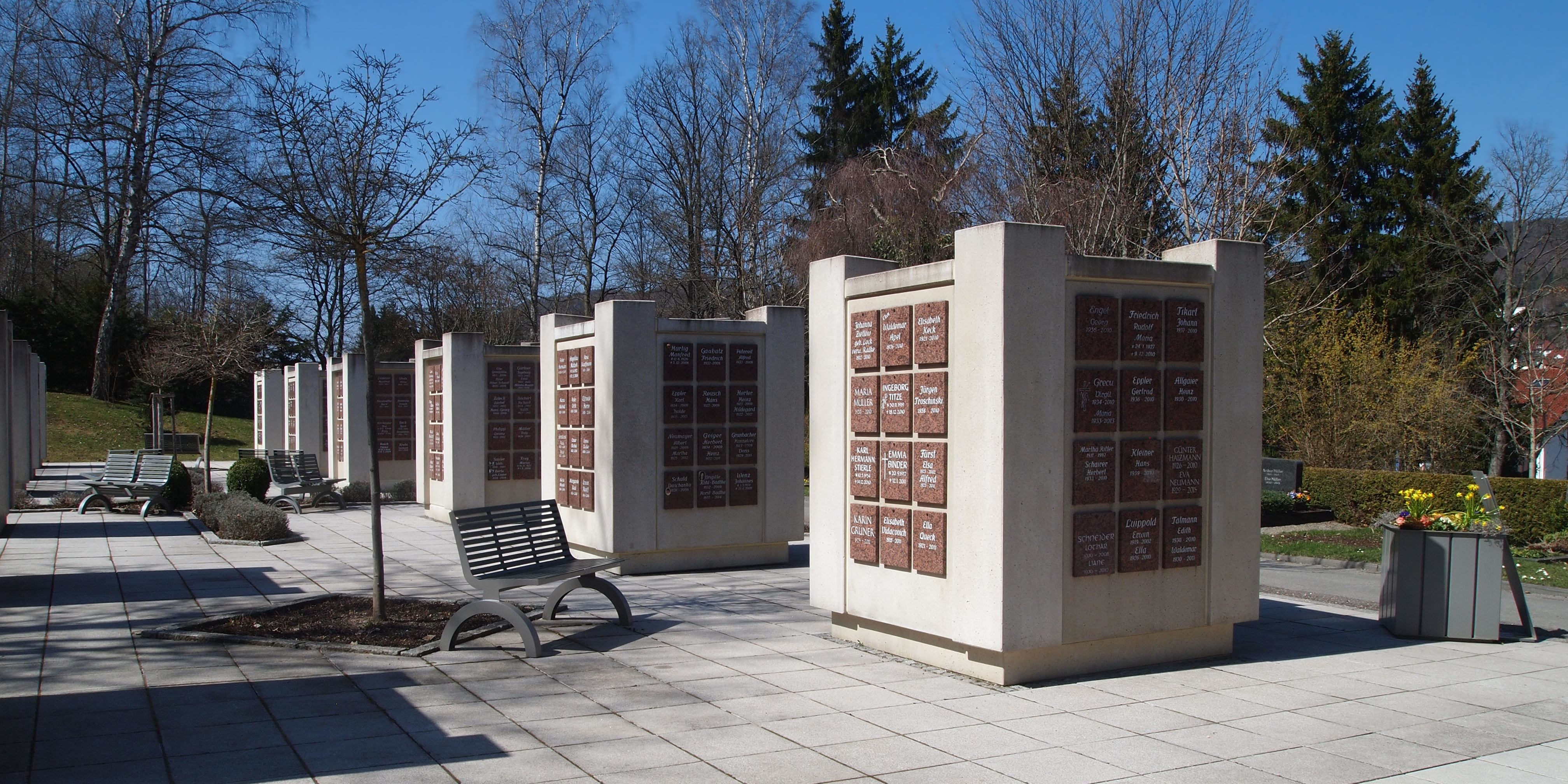
Zeitgenössisches Kolumbarium in Ebingen
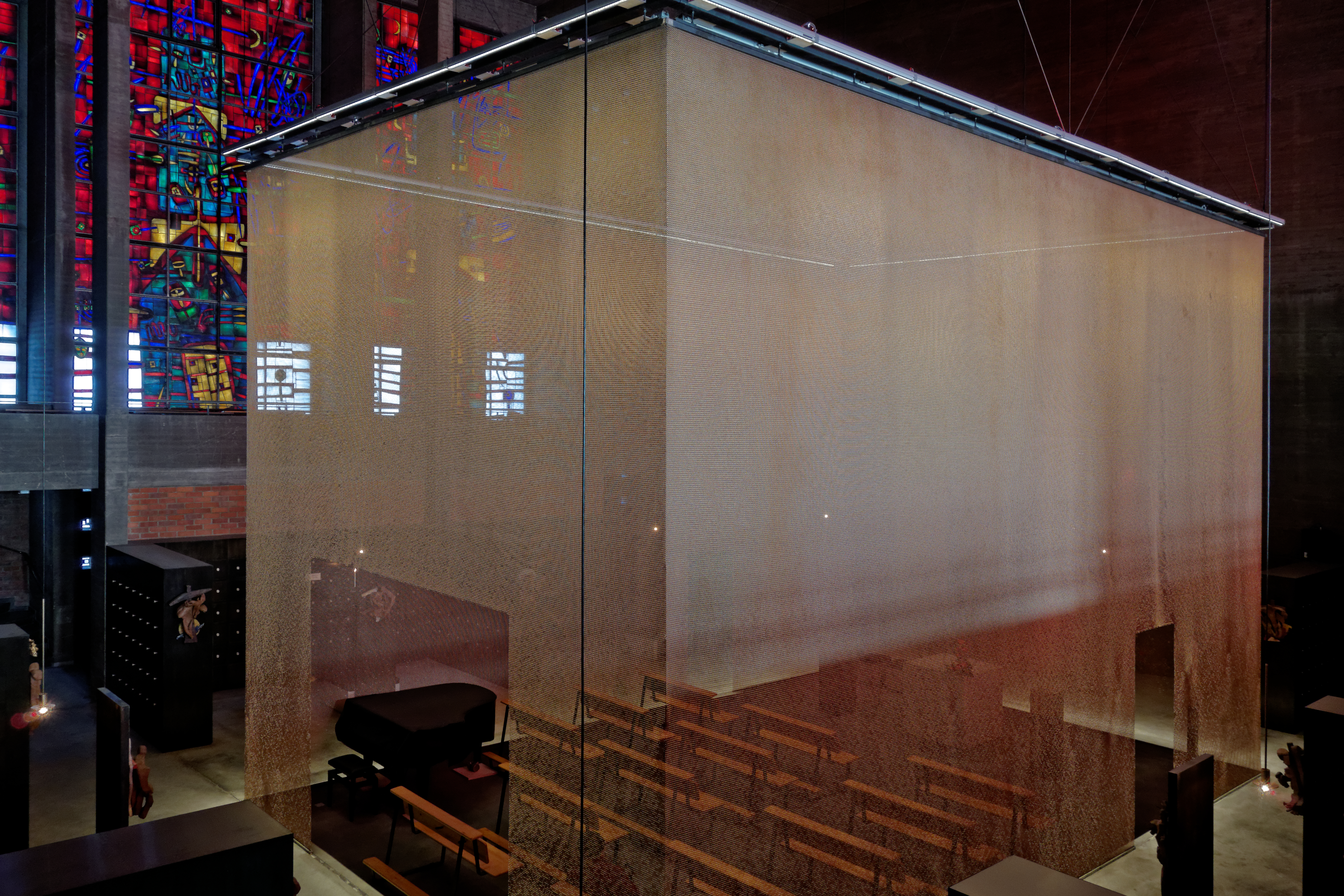
Blick auf den Kapellenraum in der Grabeskirche St. Bartholomäus, Köln
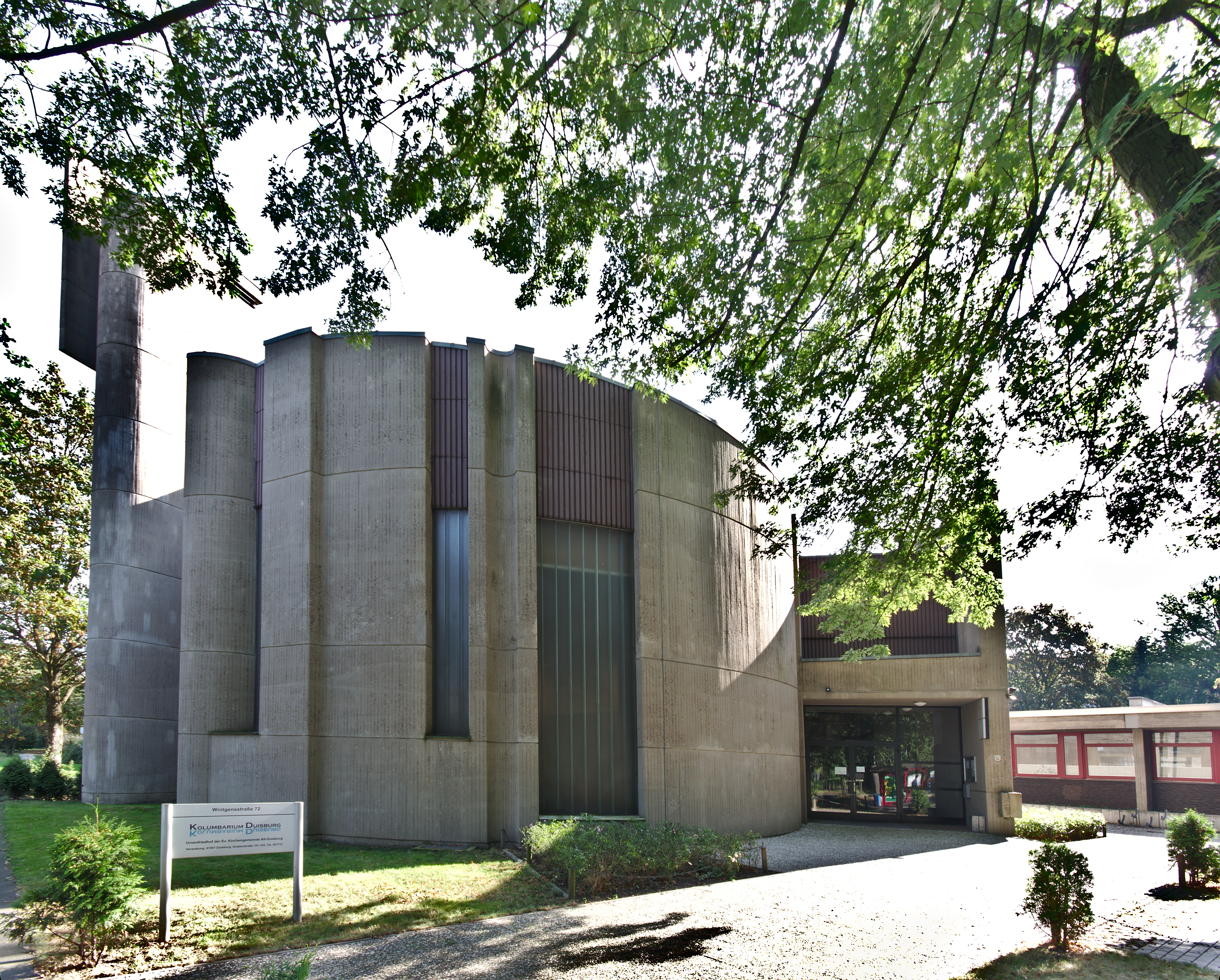
Kolumbarium in Duisburg-Duissern
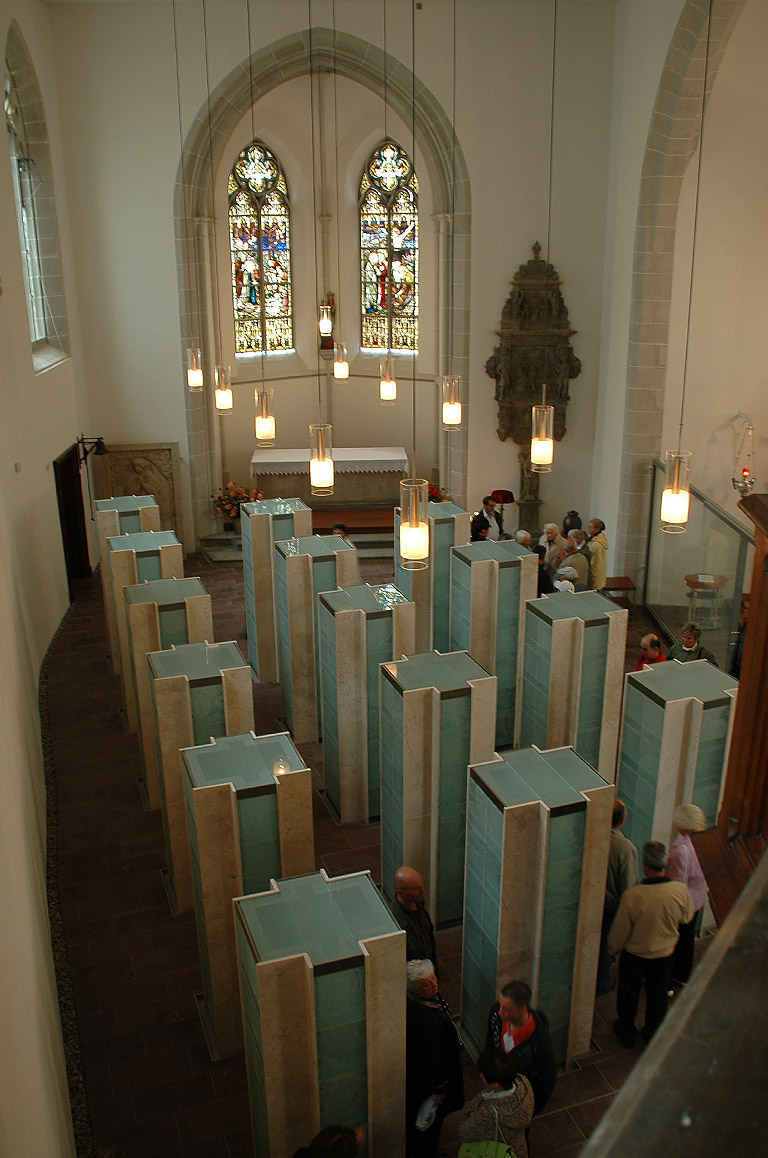
Kolumbarium in der Allerheiligenkirche in Erfurt
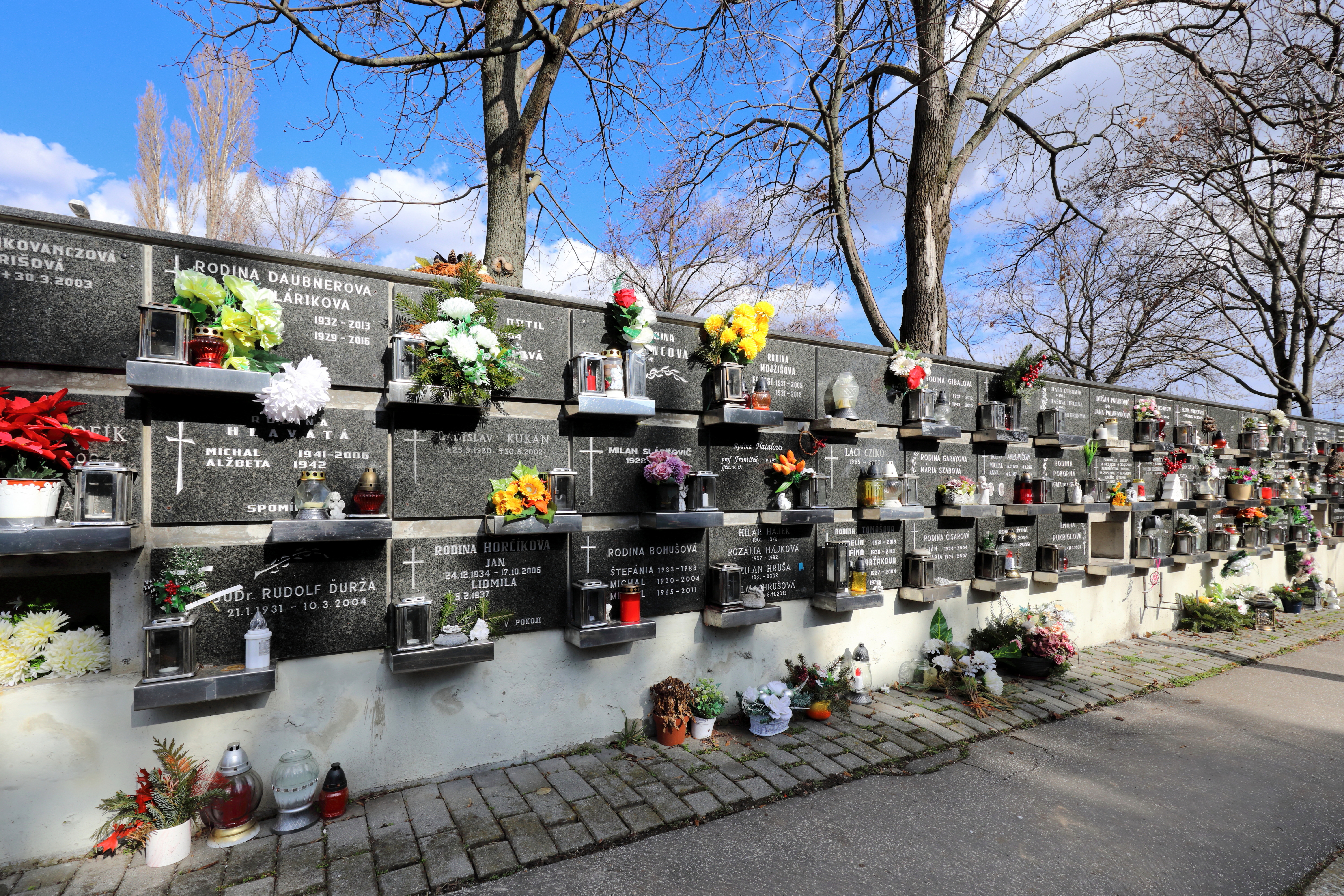
Kolumbarium (Urnenwand) auf dem Friedhof Rača in Bratislava.
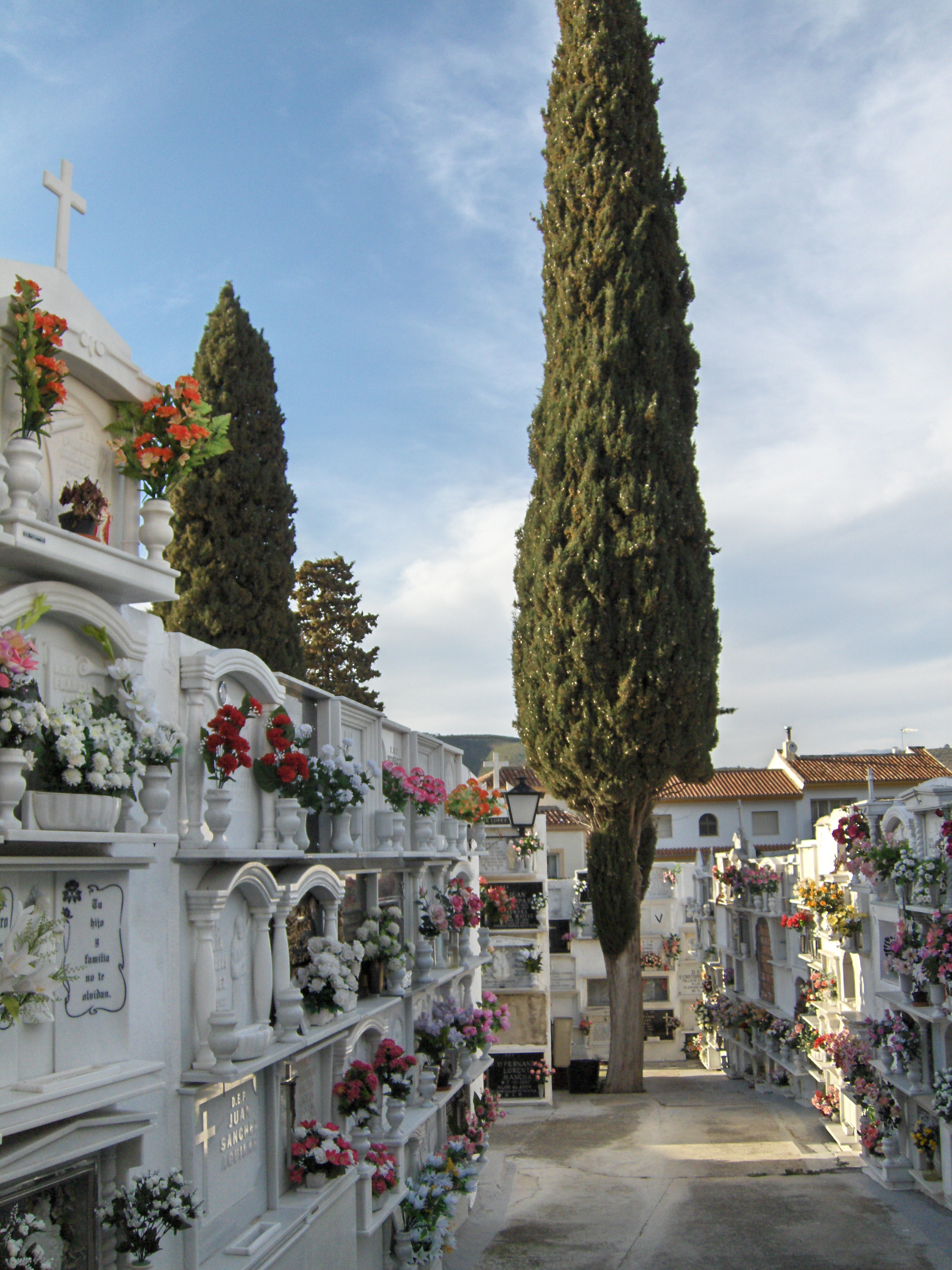
Kolumbarien auf dem Friedhof von Monda (Spanien)
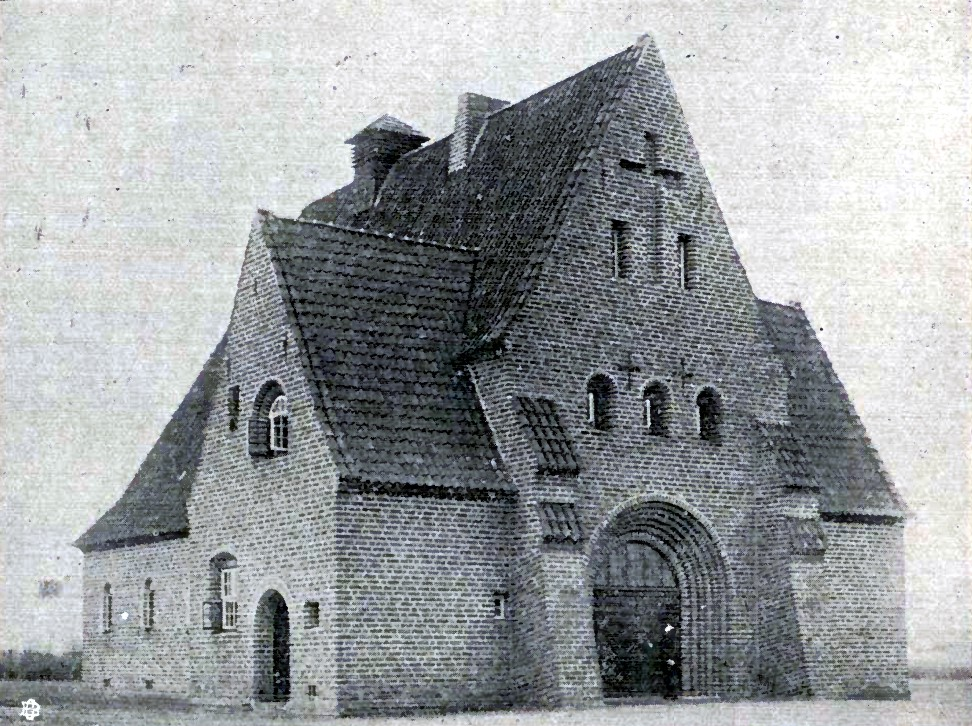
Kolumbarium auf dem Vorwerker Friedhof in Lübeck